# Sambô (álbum)
Sambô é o primeiro álbum da banda de samba brasileira Sambô, lançado em outubro de 2010 com o selo Radar Records.
A versão da música "Rock And Roll", do Led Zeppelin, fez tanto sucesso, que até se tornou trilha da chamada da Copa Sul-Americana de Futebol, televisionada no Brasil todo pelo canal SporTV, da Globosat.

### Faixas
1. Retalhos de Cetim
2.Porto—Lisboa
3. Sunday Bloody Sunday
4. É Preciso Muito Amor
5. Deixa
6. Não Vá Embora
7. This Love Simples Desejo. Luciana Mello
8. Não Deixe O Samba Morrer  Luciana Melo
9. Do Lado Direito Da Rua Direita
10. Esperanças Perdidas
11. Alegrias de Domingo
12. José
13. Maneiras
14. Minha Vida
15. Palpite
16. Fato Consumado
17. Rock das 'Aranha'
18. Rock And Roll
19. I Feel Good (I Got You)
20. (I Can't Get No) Satisfaction